# Johannes Ferrarius

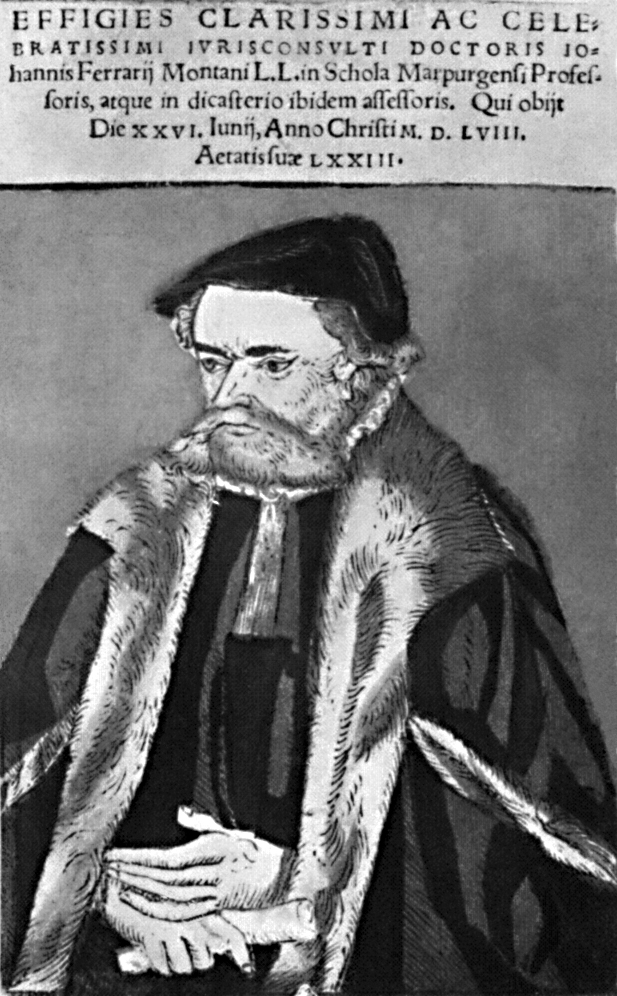
Johannes Ferrarius

Johann(es) Ferrarius (auch Johannes Eisermann oder Ferrarius Montanus; * um 1486 in Amöneburg; † 25. Juni 1558 in Marburg) war ein deutscher Jurist, Theologe und Philosoph. Er war Gründungsrektor der Philipps-Universität Marburg.

## Leben
Nach dem Besuch der Schule in Münster in Westfalen schrieb er sich 1510 als Student an der Universität Wittenberg ein. Dort absolvierte er zunächst das Grundlagenstudium der sieben freien Künste an der philosophischen Fakultät. Nachdem er 1512 den Grad eines Baccalaureus und 1514 den akademischen Grad eines Magisters erworben hatte und 1515 in die philosophische Fakultät aufgenommen worden war, wandte er sich zunächst einem Studium der Theologie zu. Nach der Erlangung des akademischen Grades eines Baccalaureus der Theologie 1517, beschäftigte er sich mit Medizin, erlangte das Lizentiat und promovierte zum Doktor ingenuarum artium. Ferrarius hatte nach und nach an allen vier Fakultäten der Universität akademische Ehren erworben. 1518 lernte er den in Wittenberg angekommenen Philipp Melanchthon kennen und übernahm Vorlesungen an der Wittenberger Akademie.
Als Professor an der philosophischen Fakultät lehrte er über Zoologie nach Aristoteles, im Wechsel mit dem Lehrauftrag für die „Institutio oratoria“ des Quintilian. Die umfangreichen Lehrverpflichtungen empfand er als lästige Bürde, und er genügte ihnen nicht im erwarteten Maße. Im Jahr 1521 wurde er amtlich angewiesen, fleißig Quintilian und nach dessen Beendigung einige Bücher von Plinius zu lesen. Daraufhin erweiterte er sein Vorlesegebiet um die „Lectio Pliniana“ zu Plinius, was einen Übergang zum zweiten Buch der Kosmologie der „Naturalis historia“ darstellte. Nachdem er das Rektorat der Universität im Wintersemester 1521 übernommen hatte, gab er im Laufe der Zeit dann seine Vorlesungen nach und nach auf.
Er begab sich im Jahr 1523 nach Marburg, trat in den Rat der Stadt ein und wurde Schöffe am Stadtgericht. Sich nun völlig der Rechtswissenschaft widmend, wurde er als Rat Beisitzer am Marburger Hofgericht, wurde von Philipp I. von Hessen als Professor des Zivilrechts an die 1527 gegründete Universität berufen und trat am 19. Mai 1527 das Amt des Gründungsrektors der Universität Marburg an. Nachdem er 1532 abermals Rektor der Akademie wurde, promovierte er zum ersten Doktor der Rechtswissenschaften in Marburg, wurde 1536 Vizekanzler und bis 1558 noch weitere fünf Mal Rektor der Akademie. Er wurde in der Marburger Elisabethkirche beigesetzt.
Als Jurist schuf er vor allem umfangreiche wissenschaftliche Werke, die geprägt vom evangelischen Geist ein staatliches Leben bestimmten. Aber schon in Wittenberg widmete er sich epischen Werken, elegischen Distichen und Gelegenheitsgedichten. Im Auftrag seines Landgrafen berief er 1536 Eobanus Hessus von Erfurt zurück nach Marburg. Ferrarius war verheiratet mit Adelheid Dornberger.
Der Rechtswissenschaftler Wigand Happel war sein Schwiegersohn.

## Werkauswahl

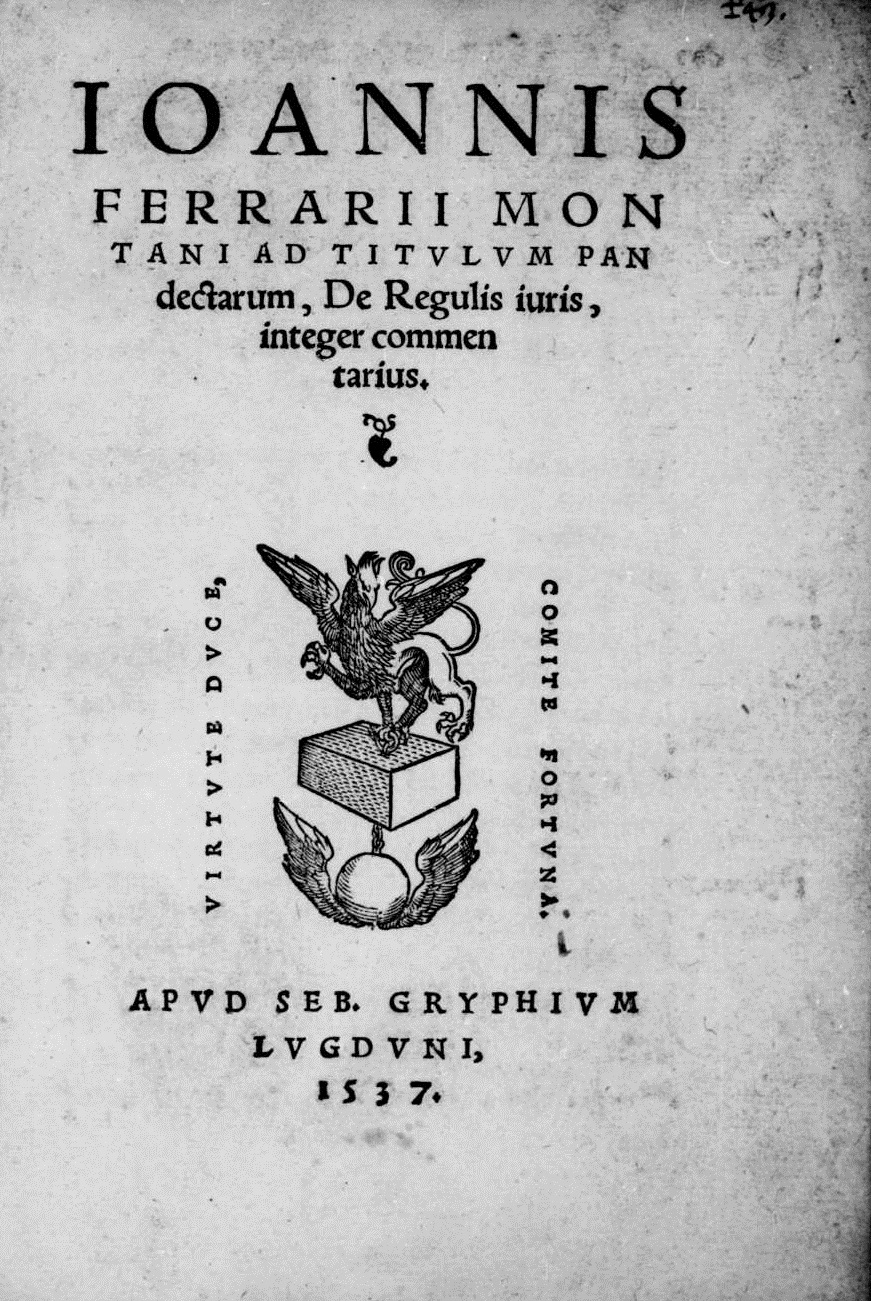
Ad titulum Pandectarum De regulis iuris commentarius, 1537

- Notae in Institutiones, Marburg 1532 und öfter
  - Adnotationes in quatuor Institutionum Iustiniani libros. apud Gryphium, Lugduni 1532 (Latein, beic.it).
- Commentar, ad tit. Pandectar. De regulis juris, Marburg 1537
  - Ad titulum Pandectarum De regulis iuris commentarius. Sébastien Gryphius, Lyon 1537 (Latein, beic.it).
- De appellationibus. Supplicandi usu, restrutione adversus rem iudictam…, auch unter dem Titel Progymnasmata forensia sive processus iudiciarii recepti libri V, erschienen in Marburg 1542, 1554 und öfter
- Enchiridon de iudiciorum praeexercitamentis, Marburg 1554 und öfter
- De vitam Divae Elisabethae, Leipzig 1518
- Ad inlustrissimum principem Volfgangum comitem Palatinum Rheni, ducem Bavariae etc. panegyricus, Wittenberg 1516
- Tractatus de respublica bene instituenda. Das ist ein sehr nützlicher Traktat vom Gemeinen Nutzen, Marburg 1533, 1556